# Norma no escrita
Una norma no escrita és una restricció de conducta o al comportament imposada en una societat o a una organització, sense que aquesta sigui descrita oralment ni aparegui enlloc per escrit. Sovint existeix d'aquesta manera, sense que calgui dir-la ni escriure-la explícitament, perque forma part d'una lògica cultural implícita tàcitament i es considera que no cal. Una persona forastera a aquesta cultura pot sense adonar-se trencar la norma i provocar així la consciència i atenció envers ella dels altres.
Algunes normes no escrites socials es troben per exemple en algunes normes d'algunes receptes tradicionals, com la paella. En organitzacions poden incloure jerarquies, cultura o normes de comportament a la interacció social entre els seus membres. Algun exemple concret pot ser que, del capità d'un vaixell, s'espera que sigui l'últim a deixar-lo en cas d'un desastre; o que, si al Barça per Nadal un jugador fa més vacances que els altres, aleshores no juga el primer partit de l'any.